# Ucraïna Slobodà

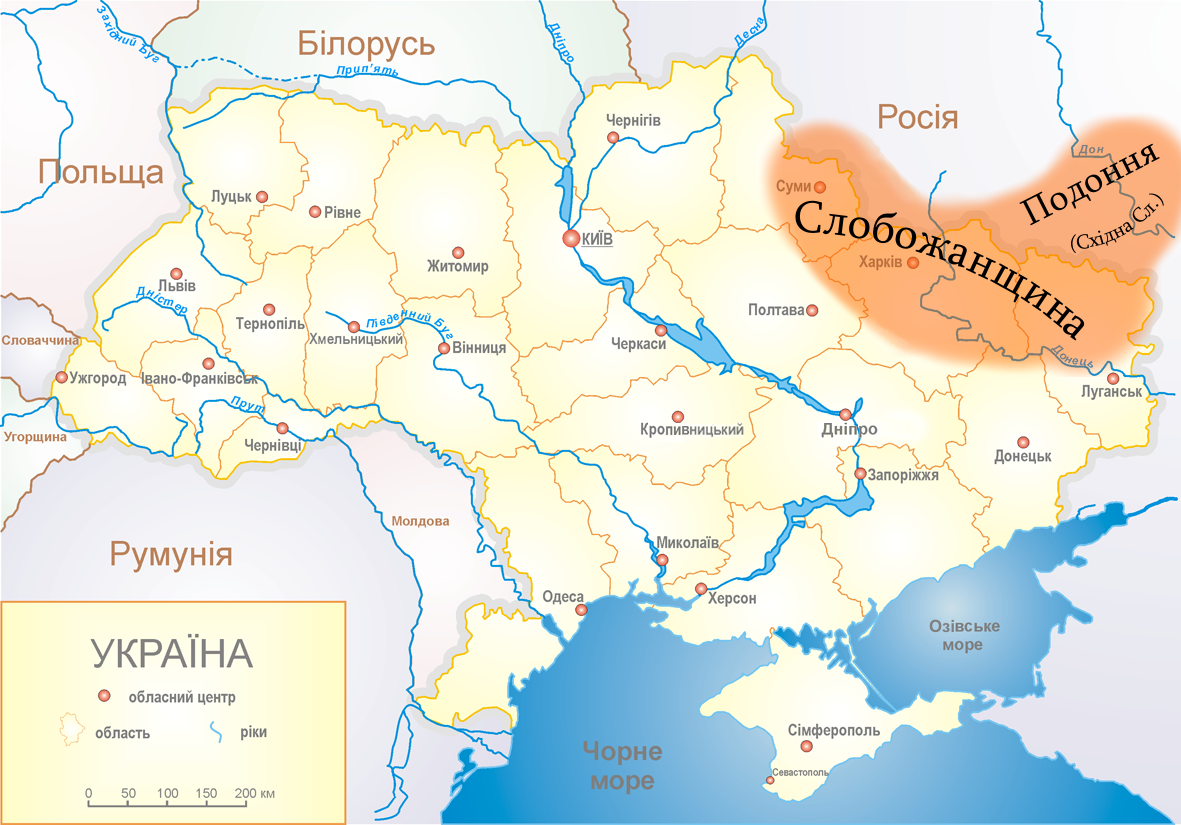
Ucraïna Slobodà o Slobozhànxina (taronja).

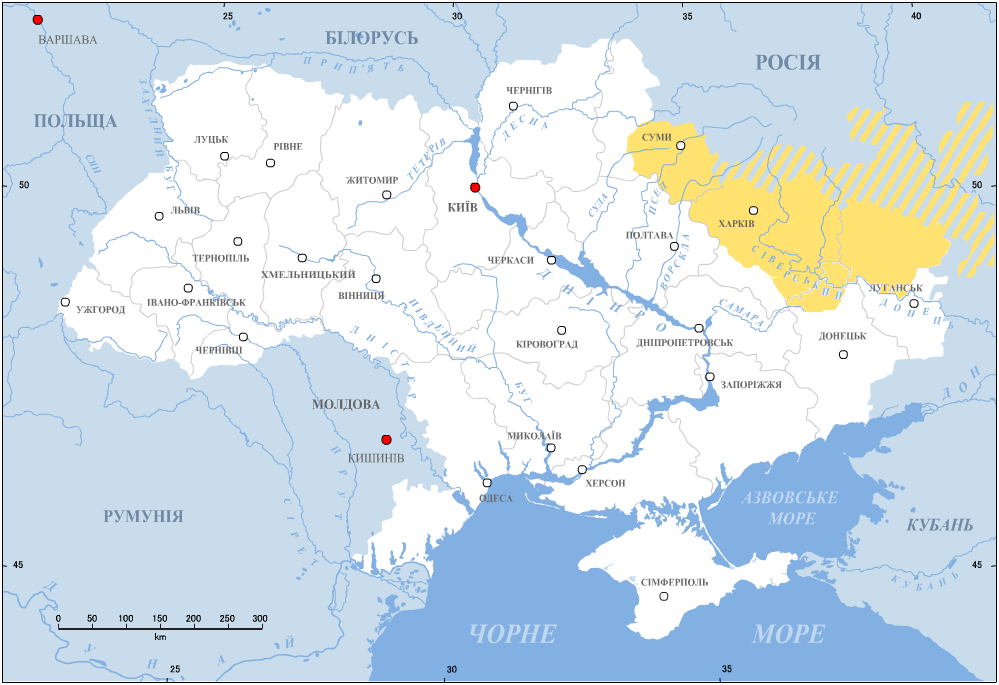
350

Ucraïna Slobodà (ucraïnès:  Слобiдська Україна, Slobidskà Ukraïna, Slobids'ka Ukrayina; rus:  Слободскáя Украина, Slobodskàia Ukraïna) o Slobojànsxina (en ucraïnès, Слобожáнщина, Slobojànxyna; en rus, Слобожáнщина, Slobojànxina; prové d'un dels tipus d'assentament anomenat slobodà) fou una regió històrica que es va desenvolupar i va florir en els segles XVII i XVIII a la frontera sud-oest del Tsarat Rus.
De 1650 a 1765, el territori conegut com a Ucraïna Slobodà va ser més organitzat d'acord amb el costum militar dels cosacs.